# یکنباخ
یکنباخ (به آلمانی: Jeckenbach) یک شهر در آلمان است که در باد کرویتسناخ واقع شده‌است. یکنباخ ۳۰۰ نفر جمعیت دارد.